# Una noche en la ópera
Una noche en la ópera (A Night at the Opera) es la sexta película de los hermanos Marx y la primera que rodaron para MGM, después de su ruptura con Paramount. Es uno de los largometrajes más conocidos de los Hermanos Marx, junto a Duck Soup (1933).
Está protagonizada por Groucho Marx, Chico Marx, Harpo Marx, Kitty Carlisle, Allan Jones, Margaret Dumont, Sig Ruman, y Walter Woolf King y fue la primera sin la actuación de Zeppo Marx. La película es una adaptación de George S. Kaufman, Morrie Ryskind, Al Boasberg (sin acreditar), y Buster Keaton (sin acreditar) de una historia de James Kevin McGuinness. La película fue dirigida por Sam Wood.
En 1993, Una noche en la ópera fue seleccionada para preservarse en la National Film Registry de Estados Unidos por la Biblioteca del Congreso como "película cultural, histórica o estéticamente significativa". También se incluyó en la actualización de 2007 del AFI's 100 Years... 100 Movies, en el número 85.

## Reparto
- Groucho Marx: Otis B. Driftwood
- Harpo Marx: Tomasso.
- Chico Marx: Fiorello.
- Allan Jones: Ricardo Baroni ('Ricky').
- Walter Woolf King: Rodolfo Lassparri.
- Margaret Dumont: Sta. Claypool
- Kitty Carlisle: Rosa Castaldi.
- Sig Ruman: Herman Gottlieb.
- Robert Emmett O'Connor: sargento Henderson.
- Edward Keane: capitán.
- Purnell Pratt: sargento.

## Números musicales
- "Alone"
- "Santa Lucia"
- "All I Do Is Dream of You"
- "Cosi-Cosa"
- "Take Me Out to the Ballgame"
- "Anvil Chorus" (de Il trovatore)
- "Stride la vampa" (de Il trovatore)
- "Di quella Pira" (de Il trovatore)
- "Miserere" (de Il trovatore)
- "Stridono lassù" (de Pagliacci)

## Impacto cultural
Escena del camarote: En un determinado momento de la película van entrando en escena, sucesivamente, un gran baúl con tres personas dentro y 12 personas más, incluyendo a los protagonistas y personal variado de servicio del buque en el que están embarcados. Siendo que la escena se desarrolla en un camarote de reducidas dimensiones y apenas caben dentro el baúl y las quince personas, resulta tan cómica la escena que ha servido para un dicho popular, utilizado usualmente en aquellas situaciones en que muchas personas se apiñan en un habitáculo reducido y que adopta habitualmente la forma "Esto parece el camarote de los hermanos Marx". Billy Wilder le rindió un homenaje a esta escena en Some Like It Hot (en Hispanoamérica, Una Eva y dos Adanes; en España, Con faldas y a lo loco) cuando en el tren que lleva la orquesta femenina a Florida las chicas se suben a la litera de Jack Lemmon (disfrazado de mujer) y van llenando ese pequeño espacio hasta límites increíbles para poder beber con "ella" durante la ley seca.[cita requerida]